# Встреча на далёком меридиане
«Встре́ча на далёком меридиа́не» (англ. Meeting at a Far Meridian) — роман Митчела Уилсона 1961 года. По нему был снят одноимённый фильм.

## Сюжет
Профессор Калифорнийского университа, учёный с мировым именем Никлас Ренет, проводя эксперимент, получил данные, отличающиеся от результатов, полученных советским учёным Гончаровым. Оба учёных встречаются в Америке и решают проверить результаты опыта в лаборатории в СССР. Для Никласа Ренета эта поездка имеет не только научный характер. Вот уже несколько лет он потерял цель в жизни и надеется обрести её, окунувшись в разрешение сложнейшей научной проблемы. Также он надеется найти успокоение в любви. Никлас Ренет ещё до поездки в Москву заводит интрижку со своей секретаршей, а по приезде крутит роман с эмигранткой Анни, но и тот вскоре завершился. Проверив вместе с Гончаровым расчёты, Никлас находит у того ошибку, и оба учёных решают провести эксперимент с самого начала в горной лаборатории на Кавказе. Тем временем Никлас влюбляется в молодого физика Валю, и она вскоре отвечает ему взаимностью. Но в Валю влюблён ещё и Гончаров. Роман Никласа и Вали долго не продлился. В результате перепроверки эксперимента оказалось, что Гончаров не допускал ошибки, а всё дело в том, что нужно применять новый метод.